# 노르텔리에시

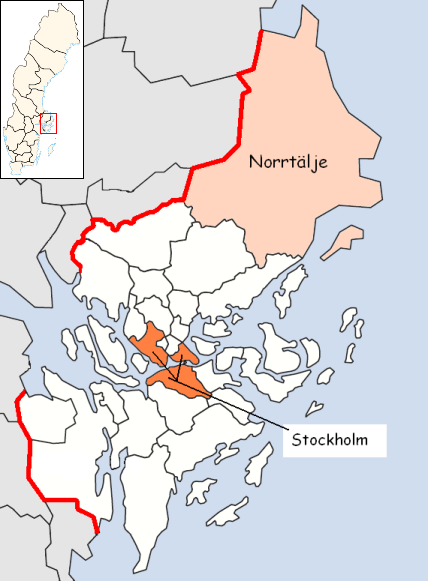
노르텔리에 시의 위치

노르텔리에시(스웨덴어: Norrtälje kommun)는 스웨덴 스톡홀름주에 위치한 지방 자치체로 행정 중심지는 노르텔리에이며 면적은 5,869.67km2, 인구는 59,420명(2016년 12월 31일 기준), 인구 밀도는 10명/km2이다.

시 문장